# Unión Popular de Estonia
La Unión Popular de Estonia (en estonio: Eestimaa Rahvaliit) fue un partido político de Estonia. Su último líder fue Margo Miljand.
En las elecciones parlamentarias de 2003, el partido logró 64.463 votos, que representaron el 13,0% de todos los votos y 13 escaños de 101. En las elecciones de 2007, cayó a 39.211 votos (7,1% del total, una caída de 5,9%), y seis escaños en el Riigikogu, una pérdida de 7. Ha caído del cuarto al sexto lugar entre los partidos, habiendo sido superado por el Partido Socialdemócrata y (por poco) por los Verdes.

## Historia
El partido se fundó el 29 de septiembre de 1994 en Tallin bajo el nombre de Partido Popular del País Estonio (Eesti Maarahva Erakond, EME). El 18 de octubre de 1999, el partido pasó a llamarse Unión Popular de Estonia. El 10 de junio de 2000, la Unión Popular se fusionó con la Unión del País Estonio (Eesti Maaliit, EML) y con el Partido de los Pensionistas y de las Familias Estonias (Eesti Pensionäride ja Perede Erakond, EPPE), convirtiéndose en el partido político más grande de Estonia. Otra fusión con el Partido Nueva Estonia (Erakond Uus Eesti) en 2003 resultó en un mayor crecimiento de la membresía. En 2010, había más de 9.000 miembros oficiales de la Unión Popular de Estonia.
La Unión Popular de Estonia era un partido agrario con influencias populistas y socialdemócratas. En consecuencia, el partido experimentó dificultades para obtener un apoyo más amplio en ciudades y grandes pueblos. Los últimos años trajeron algunos cambios. La representación de la Unión Popular en las ciudades (incluida la capital, Tallin) creció y comenzaron a trabajar para involucrar a la minoría de habla rusa en actividades políticas. La Asociación Rusa de la Unión Popular se fundó en 2005. Unión Popular tenía una organización juvenil llamada Juventud de la Unión Popular (Rahvaliidu Noored), que tenía aproximadamente 3000 miembros.
A nivel europeo, la Unión Popular era miembro de la Alianza por la Europa de las Naciones, pero no tenía representantes en el Parlamento Europeo. El órgano oficial de la Unión fue El Cuidado de Estonia (Hooliv Eesti).
El primer presidente del partido fue el anterior presidente de la República de Estonia, Arnold Rüütel. El 10 de junio de 2000, Villu Reiljan se convirtió en el nuevo presidente de la Unión Popular. También se desempeñó como Ministro de Medio Ambiente cuando el Partido Popular participó en el gobierno de coalición del Partido Reformista.
La Unión fue miembro de coaliciones del gobierno estonio desde 1995 hasta 1999 y desde 2003 hasta 2007. De 2003 a 2005 estuvieron en el gobierno junto con el Partido Reformista Estonio y la Unión para la República - Res Publica. Después de un voto de no confianza contra el gobierno del primer ministro Juhan Parts y la posterior renuncia de Parts al cargo de primer ministro, tomaron parte en la formación de la nueva coalición donde Res Publica fue reemplazada por el Partido del Centro Estonio.
En las elecciones parlamentarias de Estonia de 2003, el partido logró 64.463 votos, lo que representa el 13% de todos los votos y 13 escaños de 101. En comparación con las elecciones anteriores de 1999, obtuvieron 6 escaños adicionales en el Parlamento de Estonia. La representación del partido aumentó a 16 escaños en 2005 cuando Toomas Alatalu, Robert Lepikson y Jaanus Marrandi, exmiembros del Partido del Centro Estonio, decidieron unirse a la Unión Popular. Después de la muerte de Robert Lepikson el 1 de julio de 2005, el Partido Popular perdió un escaño, porque fue elegido en la lista del Partido del Centro y, por lo tanto, su reemplazo vino de la lista del KE.
En las elecciones locales del 16 de octubre de 2005, la Unión Popular también tuvo bastante éxito, ganó 4 escaños en el Ayuntamiento de Tallin y formó parte de las coaliciones en Tartu, Pärnu y Viljandi. En Tallin, los candidatos de la Unión Popular figuraron en la lista del Partido Socialdemócrata, lo que ha alimentado las especulaciones sobre la posible fusión de los dos partidos. Los presidentes de ambos partidos han declarado que esas especulaciones son infundadas.
Tras el mal desempeño del Partido Popular en las elecciones parlamentarias de marzo de 2007, no fue reelegido para el gobierno de coalición, que continuó siendo liderado por el Partido Reformista. El Partido del Centro y el Partido Popular fueron reemplazados por los Socialdemócratas y Pro Patria/Res Publica.
Después de un empeoramiento continuo de los resultados electorales, ERL comenzó a buscar un posible socio de fusión; en 2010, las conversaciones con el Partido Socialdemócrata concluyeron con éxito, y el 23 de mayo de 2010 se celebraría un congreso especial sobre la fusión de ERL en el SDE. Sin embargo, en el congreso del partido, solo 172 delegados de 412 apoyaron el acuerdo; se consideró probable que el ERL se fusionaría con el Partido del Centro. Tras el fallido intento de fusión, los principales miembros de ERL abandonaron el partido y se unieron al SDE. Desde las deserciones (tres diputados se unieron al SDE, uno al Partido Reformista y uno al Partido del Centro) al ERL solo le quedaba 1 diputado, lo que significa que no tenía un estado de facción.
En las elecciones parlamentarias de 2011, el ERL no superó el umbral del 5% y se convirtió en un partido extraparlamentario.
Finalmente, el 24 de marzo de 2012, el partido se fusionó con el Movimiento Patriótico Estonio en el Partido Popular Conservador de Estonia. En un comunicado de prensa anterior de 2006, el Movimiento Patriótico había caracterizado a la Unión Popular (y al Partido del Centro) como traidores. Según las encuestas realizadas por TNS Emor, el partido ha perdido todo su apoyo (0% en abril y mayo de 2012).

## Resultados electorales

### Elecciones parlamentarias
|  | 32,2 % |

|  | 7,3 % |

|  | 13,0 % |

|  | 7,1 % |

|  | 2,1 % |

### Elecciones al Parlamento Europeo
|  | 8,0 % |

|  | 2,2 % |